# 完顏宗懿
完顏宗懿（？—1150年），为金朝宗室，金太宗的儿子。女真名阿邻。
天眷元年（1138年），完顏宗懿被金熙宗封为薛王。天德二年（1150年）完颜亮派人杀死东京留守完颜宗懿、北京留守完颜卞。又杀害完颜宗本、完颜宗美、完顏宗哲等人，太宗的子孙，屠杀殆尽。大定二年（1162年），完顏宗懿被金世宗追封郑王。

## 資料
- 《金史》卷七十六 列传第十四 太宗诸子